# Jane Seymour (skuespiller)
 Der er flere personer med dette navn, se Jane Seymour (flertydig).
Joyce Penelope Wilhelmina Frankenberg, OBE, kendt som Jane Seymour (født 15. februar 1951), er en engelsk-født skuespiller, der er bedst kendt for sin hovedrolle i tv-serien og filmen Lille doktor på prærien. Hun har ligeledes spillet en rolle i filmen Wedding Crashers. Hendes første større rolle var som Solitaire i James Bond-filmen Lev og lad dø. Hun blev i 2000 optaget i Order of the British Empire.

## Baggrund
Seymour blev født i Hayes i London som datter af John Frankenberg, en engelsk obstetriker med polske og tyske rødder, og Mieke Frankenberg (født van Triegt), med rødder i Holland. Seymour har to yngre søstre, Sally og Anne Gould.
Seymour tog som 17-årig kunstnernavnet Jane Seymour, som var navnet på Henrik 8. af Englands 3. kone. Hun dimitterede fra "Tring Park School for the Performing Arts" i Tring i Hertfordshire i England. 
Faderen John døde i 1990. Seymours mor, der døde i 2007, havde under 2. verdenskrig tilbragt 3½ år i en japansk koncentrationslejr. Takket være sin hollandske mor taler Seymour flydende hollandsk og har også tidligere givet interviews i hollandsk tv.

## Karriere
Seymour har haft en lang karriere både i film og tv, der begyndte i 1969 med en ukrediteret rolle i Richard Attenboroughs filmversion af Oh! What a Lovely War. Ikke længe efter giftede hun sig med Attenboroughs søn, Michael Attenborough. Hendes første store filmrolle var som Lillian Stein, en jødisk kvinde der leder efter et skjulested for nazisterne sammen med en kristen dansk familie, i krigsdramaet The Only Way fra 1970.
Fra 1972 til 1973 fik hun sin første store tv-rolle som Emma Callon i tv-serien The Onedin Line. Samtidig spillede hun den kvindelige hovedrolle Prima i den todelte miniserie Frankenstein: The True Story, og som Winston Churchills elskede, Pamela Plowden, i filmen Young Winston, der også er lavet af hendes svigerfar. Hun fik sin internationale debut som "Bond-pigen" Solitaire i Bond-filmen Live and Let Die fra 1973. IGN satte hende på 10. pladsen over Top 10 – Bond Babes .
Hun havde kun to mindre tv-roller, inden hun i 1975 fik rollen som prinsesse Farah i Sinbad and the Eye of the Tiger, 3. del af Ray Harryhausens Sinbad-trilogi. I 1978 spillede hun Serina i Battlestar Galactica og i to afsnit af den næste serie af samme navn, indtil hendes person blev dræbt. I 1981 fik hun rollen som Cathy Ames i tv-miniserien East of Eden af John Steinbeck. Hun spillede også en undercoveragent i tv-filmen Dallas Cowboys Cheerleaders.
I 1980 vendte Seymour tilbage til det store lærred i komedien Oh Heavenly Dog overfor Chevy Chase og som Elise McKenna i den romantiske fantasifilm Somewhere in Time overfor Christopher Reeve. Seymour optrådte nøgen i filmen fra 1984 Lassiter sammen med Tom Selleck; filmen blev en kommerciel fiasko. I 1987 optrådte Seymour i mandebladet Playboy uden at være nøgen.
Seymour fik i 1988 den kvindelige hovedrolle i den 12-delte tv-miniserie War and Remembrance, hvor hun spillede Natalie Henry, en amerikansk, jødisk kvinde, der er fanget i Europa under 2. verdenskrig. Serien var baseret på Herman Wouks roman og blev kendt for sin præcise og grafiske skildring af holocaust.
I anledning af 200-års dagen for den franske revolution dukkede Seymour op i filmen La révolution française (der både er optaget på engelsk og fransk). Seymour spiller den dømte franske dronning Marie-Antoinette og Seymours egne børn – Katherine og Sean – medvirker som dronningens børn.
Seymour fortsatte med at få roller i tv og film, og den mest kendte er nok som Dr. Michaela "Mike" Quinn i serien Lille doktor på prærien.
I 2004 havde hun adskillige gæsteoptrædener i WB Network-serien Smallville, hvor hun spiller Genevieve Teague, den rige og intrigante mor til Jason Teague (Jensen Ackles).
Seymour vendte tilbage til filmen i 2005 om Kathleen Cleary, der er gift med den fiktive U.S. Secretary of the Treasury William Cleary (Christopher Walken) i komedien Wedding Crashers. Hun vendte tilbage til den kortlivede WB-serie Modern Men, der blev optaget i foråret 2006.
I efteråret 2006 gæstespillede Seymour som en jura-lærer i CBS-sitcommen How I Met Your Mother og som en rig klient i FOX' drama Justice. I 2007 medvirkede hun i ABC's sitcom In Case of Emergency, som også har Lori Loughlin og Jonathan Silverman på rollelisten. Hun medvirkede også i ITVs tv-serie om Miss Marple: Ordeal By Innocence baseret på en af Agatha Christies bøger. Hun var også deltager i 5. sæson af Dancing with the Stars (den amerikanske udgave af Vild med dans).
Seymour var med i en reklamekampagne for den skotske møbelkæde Reid Furniture i UK. I 2008 overtog hun Selina Scotts plads som det nye ansigt for skokæden "Country Casuals".[kilde mangler]

## Privat
Seymour har heterochromia: hendes højre øje er brunt, og hendes venstre er grønt. I 2007 indrømmede hun, at hun har fået foretaget plastikkirurgi, herunder brystimplantater og ansigtsløftninger .
Seymour har været gift fire gange og har fire børn:
- 1971-1973: Michael Attenborough
- 1977-1978: Geoffrey Planer
- 1981-1992: David Flynn, med hvem hun har børnene; Katherine Flynn (officielt kendt som Katie Flynn), født 1982 og Sean Flynn, født 1986. Seymours datter, Katherine Flynn, blev Miss Golden Globe i 2001, og Seymours steddatter, Jennifer Flynn, var med i reklamen for kosmetiklinjen "Natural Advantage by Jane Seymour".
- 1993-2015: James Keach, med hvem hun har tvillingerne John "Johnny" Stacy og Kristopher "Chris" Steven Keach, der er født i 1995. Seymour er også stedmor til Keachs datter, Kalen Keach. Tvillingerne er opkaldt efter familiens venner Johnny Cash og Christopher Reeve, og Reeve er gudfar til sønnen Chris, mens Cash er gudfar til sønnen Johnny.

I 1982 købte Seymour med sin daværende mands (David Flynns) ejendommen "St Catherine's Court" for £350.000, der ligger i nærheden af landsbyen St. Catherine ved Bath, Somerset i England. Efter at have brugt £3 mio. på renovering tilbragte Seymour somrene i huset og vintrene i Malibu. Efter skilsmissen med Flynn og ægteskabet med Keach, begyndte hun at bruge mere tid i USA og begyndte at leje huset ud. I 1994 optog hun Lille Doktor på Prærien og lejede huset ud til det engelske rockband Radiohead, som optog deres album OK Computer i huset. Huset har også været besøgt af et andet band: The Cure. I maj 2007 fik Seymour en 24-timers alkohol- og underholdningslicens under nye britiske regler. Men naboerne mente, at adgangen til gaden var for smal, og at støjnivauet var for højt.
Seymour vandt retssagen, men solgte huset i november 2007 .
Seymour fik sin egen stjerne i Hollywoods Walk of Fame den 20. april 1999 og blev på nytårsaften i samme år optaget i Order of the British Empire af Elizabeth 2.. Hun blev amerikansk statsborger 11. februar 2005 i L.A., Californien.
Seymour er en kendt ambassadør for non-profit organisationen Childhelp. Hun møder ofte frem til indsamlingsauktioner og begivenheder mod børnemishandling og er en meget engageret deltager. I 2007 sponsorerede hun en børnemaleriudstilling, som en del af hendes Jane Seymour-samling. Hele udbyttet gik til Childhelp.
En allergisk reaktion på antibiotisk medicin under optagelser til en film i Spanien havde nær kostet Seymour livet og nær-dødsoplevelsen har totalt ændret skuespillerens syn på livet;
"Jeg så et hvidt lys, og det var som om, jeg sad ovre i hjørnet af stuen, og så dem der prøvede at genoplive mig, og jeg så en sprøjte med blod indeni. Det ændrede hele mit liv og jeg indså, at når man dør, tager man intet med sig, bortset fra de ting man har gjort"

Seymour bor i Malibu med sine to tvillingedrenge.[kilde mangler]

## Filmografi
| År         | Titel                                                | Rolle                              | Bemærkninger                         |
| ---------- | ---------------------------------------------------- | ---------------------------------- | ------------------------------------ |
| 1969       | Oh! What a Lovely War                                | Korpige                            | Ukrediteret                          |
| 1970       | The Only Way                                         | Lillian Stein                      |                                      |
| 1970       | Here Come the Double Deckers!                        | Alice                              | Episoden: Scooper Strikes Out        |
| 1972       | The Best Pair of Legs in the Business                | Kim Thorn                          |                                      |
| 1972       | Young Winston                                        | Pamela Plowden                     |                                      |
| 1972       | The Pathfinders                                      | Sheila Conway                      | Episoden: Fly There, Walk Back       |
| 1972       | The Strauss Family                                   | Karolin                            | Miniserie                            |
| 1972- 1973 | The Onedin Line                                      | Emma Callon/Emma Fogarty           | 8 episoder i serien                  |
| 1973       | Live and Let Die                                     | Solitaire                          |                                      |
| 1973       | Great Mysteries                                      | Veronique d' Aubray                | Episoden: The Leather Funnel         |
| 1973       | Frankenstein: The True Story                         | Agatha/Prima                       | Tv-film                              |
| 1975       | The Hanged Man                                       | Laura Burnett                      | Episoden: Ring of Return             |
| 1976       | The Story of David                                   | Bathsheba                          | Tv-film                              |
| 1976       | Our Mutual Friend                                    | Bella Wilfer                       | 6 episoder i serien                  |
| 1976       | Captains and the Kings                               | Marjorie Chisholm Armagh           | Miniserie                            |
| 1977       | The Four Feathers                                    | Ethne Eustace                      | Tv-film                              |
| 1977       | Benny and Barney: Las Vegas Undercover               | Margie Parks                       | Tv-film                              |
| 1977       | McCloud                                              | Nidavah Ritzach                    | Episoden: The Great Taxicab Stampede |
| 1977       | Seventh Avenue                                       | Eva Meyers                         | Miniserie                            |
| 1977       | Sinbad and the Eye of the Tiger                      | Prinsesse Farah                    |                                      |
| 1977       | Killer on Board                                      | Jan                                | Tv-film                              |
| 1978       | The Awakening Land                                   | Genny Luckett                      | Miniserie                            |
| 1978       | Love's Dark Ride                                     | Diana Traveling                    |                                      |
| 1978       | Battlestar Galactica                                 | Serina                             | 3 episoder i serien                  |
| 1978       | Battlestar Galactica                                 | Serina                             | Tv-film                              |
| 1979       | Dallas Cowboys Cheerleaders                          | Laura                              | Tv-film                              |
| 1980       | Somewhere in Time                                    | Elise McKenna                      |                                      |
| 1980       | Oh Heavenly Dog                                      | Jackie                             |                                      |
| 1981       | East of Eden                                         | Cathy / Kate Ames                  | Miniserie                            |
| 1982       | The Scarlet Pimpernel                                | Marguerite St. Just                | Tv-film                              |
| 1983       | The Phantom of the Opera                             | Maria Gianelli / Elena Korvin      | Tv-film                              |
| 1983       | Jamaica Inn                                          | Mary Yellan                        | Tv-film                              |
| 1983       | The Haunting Passion                                 | Julia Evans                        | Tv-film                              |
| 1984       | Lassiter                                             | Sara Wells                         |                                      |
| 1984       | Dark Mirror                                          | Leigh Cullen/Tracy Cullen          | Tv-film                              |
| 1984       | The Sun Also Rises                                   | Brett Ashley                       | Tv-film                              |
| 1985       | Obsessed with a Married Woman                        | Diane Putnam                       | Tv-film                              |
| 1985       | Head Office                                          | Jane Caldwell                      |                                      |
| 1986       | Crossings                                            | Hillary Burnham                    | Miniserie                            |
| 1987       | El túnel                                             | Maria Iribarne                     | Engelsk: The Tunnel                  |
| 1988       | Keys to Freedom                                      | Gillian                            |                                      |
| 1988       | The Woman He Loved                                   | Wallis Simpson                     | Tv-film                              |
| 1988       | Onassis: The Richest Man in the World                | Maria Callas                       | Tv-film                              |
| 1988       | Jack the Ripper                                      | Emma Prentiss                      | Tv-film                              |
| 1988- 1989 | War and Remembrance                                  | Natalie Henry                      | 12 episoder i serien                 |
| 1989       | La révolution française                              | Marie Antoinette                   |                                      |
| 1990       | Angel of Death                                       | Laura Hendricks                    | Tv-film                              |
| 1990       | Matters of the Heart                                 | Hadley Norman                      | Tv-film                              |
| 1991       | Passion                                              | Amanda Brooks                      | Tv-film                              |
| 1991       | Memories of Midnight                                 | Catherine Alexander Douglas        | Tv-film                              |
| 1992       | Are You Lonesome Tonight                             | Adrienne Welles                    | Tv-film                              |
| 1992       | Sunstroke                                            | Teresa Winters                     | Tv-film                              |
| 1993- 1994 | Lille doktor på prærien                              | Dr. Michaela "Mike" Quinn          |                                      |
| 1993       | Praying Mantis                                       | Linda Crandell                     | Tv-film                              |
| 1993       | Heidi                                                | Fräulein Rottenmeier               | Tv-film                              |
| 1994       | A Passion for Justice: The Hazel Brannon Smith Story | Hazel Brannon Smith                | Tv-film                              |
| 1997       | California                                           | Dr. Michaela 'Mike' Quinn          | Tv-serie                             |
| 1997       | The Absolute Truth                                   | Alison Reid                        | Tv-film                              |
| 1998       | Quest for Camelot                                    | Lady Juliana                       |                                      |
| 1998       | The New Swiss Family Robinson                        | Anna Robinson                      |                                      |
| 1998       | A Marriage of Convenience                            | Chris Winslow Whitney              | Tv-film                              |
| 1999       | A Memory in My Heart                                 | Rebecca Vega/Abbie Swenson Stewart | Tv-film                              |
| 1999       | Dr. Quinn Medicine Woman: The Movie                  | Dr. Michaela "Mike" Quinn          | Tv-film                              |
| 2000       | Murder in the Mirror                                 | Dr. Mary Kost Richland             | Tv-film                              |
| 2000       | Enslavement: The True Story of Fanny Kemble          | Fanny Kemble Butler                | Tv-film                              |
| 2000       | Yesterday's Children                                 | Jenny Cole/Mary Sutton             | Tv-film                              |
| 2001       | Blackout                                             | Kathy Robbins                      | Tv-film                              |
| 2001       | Dr. Quinn, Medicine Woman: The Heart Within          | Dr. Michaela "Mike" Quinn          | Tv-film                              |
| 2002       | Touching Wild Horses                                 | Fiona Kelsey                       |                                      |
| 2002       | Heart of a Stranger                                  | Jill Maddox                        | Tv-film                              |
| 2004- 2005 | Smallville                                           | Genevieve Teague                   | 6 episoder i serien                  |
| 2004       | Law & Order: Special Victims Unit                    | Debra Connor                       | Episoden: Families                   |
| 2005       | Wedding Crashers                                     | Kathleen Cleary                    |                                      |
| 2006       | Modern Men                                           | Dr. Victoria Stangel               | 7 episoder i serien                  |
| 2006       | The Beach Party at the Threshold of Hell             | Præsident Lauren Coffey            |                                      |
| 2006       | Blind Dating                                         | Dr. Evans                          |                                      |
| 2006       | How I Met Your Mother                                | Professor Lewis                    | Episoden: Aldrin Justice             |
| 2006       | Justice                                              | Karen Patterson                    | Episoden: Filicide                   |
| 2007       | After Sex                                            | Janet                              |                                      |
| 2007       | In Case of Emergency                                 | Donna                              | 3 episoder i serien                  |
| 2007       | Marple: Ordeal by Innocence                          | Rachel Argyle                      | Tv-film                              |
| 2008       | Kære Prudence                                        | Prudence McCoy                     | Tv-film                              |
| 2009       | The Assistants                                       | Sandy Goldman                      |                                      |
| 2009       | Wake                                                 | Mrs. Reitman                       |                                      |
| 2009       | The Velveteen Rabbit                                 | Mor                                |                                      |
| 2009       | Freeloaders                                          | ---                                | Optagelser i gang                    |

## Priser og nomineringer
Academy of Science Fiction, Fantasy & Horror Films
- 1981: Nomineret: "Saturn Award Best Actress" for Somewhere in Time

Aftonbladet TV Prize
- 1995: Vandt: "TV Prize Best Foreign TV Personality – Female" (Bästa utländska kvinna)

Emmy Awards
- 1998: Nomineret:"Outstanding Lead Actress in a Drama Series" for Dr. Quinn, Medicine Woman
- 1994: Nomineret: "Outstanding Lead Actress in a Drama Series" for Dr. Quinn, Medicine Woman
- 1989: Nomineret: "Outstanding Lead Actress in a Miniseries or a Special" for War and Remembrance For afsnit XI (11)
- 1988: Vandt: "Outstanding Supporting Actress in a Miniseries or a Special" for Onassis: The Richest Man in the World
- 1977: Nomineret: "Outstanding Lead Actress in a Limited Series" for Captains and the Kings

Golden Boot Awards
- 1995 – Golden Boot

Golden Globes
- 1997: Nomineret: "Best Performance by an Actress in a TV-Series – Drama" for Dr. Quinn, Medicine Woman
- 1996: Vandt: "Best Performance by an Actress in a TV-Series – Dram" for Dr. Quinn, Medicine Woman
- 1995: Nomineret: "Best Performance by an Actress in a TV-Series – Drama" for Dr. Quinn, Medicine Woman
- 1994: Nomineret: "Best Performance by an Actress in a TV-Series – Drama" for Dr. Quinn, Medicine Woman
- 1990: Nomineret: "Best Performance by an Actress in a Mini-Series or Motion Picture Made for TV" for War and Remembrance For afsnittene VIII-XII (8-12)
- 1989: Nomineret: "Best Performance by an Actress in a Mini-Series or Motion Picture Made for TV" for War and Remembrance
- 1989: Nomineret: "Best Performance by an Actress in a Mini-Series or Motion Picture Made for TV" for The Woman He Loved
- 1982: Vandt: "Best Performance by an Actress in a Mini-Series or Motion Picture Made for TV" for East of Eden

Screen Actors Guild Awards
- 1997: Nomineret: "Actor Outstanding Performance by a Female Actor in a Drama Series" for Dr. Quinn, Medicine Woman
- 1995: Nomineret: "Actor Outstanding Performance by a Female Actor in a Drama Series" for Dr. Quinn, Medicine Woman

Viewers for Quality Television Awards
- 1998: Nomineret: "Q Award Best Actress in a Quality Drama Series" for Dr. Quinn, Medicine Woman

Western Heritage Awards
- 1997: Vandt: "Bronze Wrangler Fictional Television Drama" for Dr. Quinn, Medicine Woman

Delt med
Joe Lando,
Willie Nelson,
Alan J. Levi (instruktør),
Tim Johnson (producer),
Carl Binder (executive producer),
Beth Sullivan (executive producer)
for episoden "Legend"